# Слобідська сільська рада (Менський район)
Слобідська сільська́ ра́да — адміністративно-територіальна одиниця та орган місцевого самоврядування в Менському районі Чернігівської області. Адміністративний центр — село Слобідка.

## Загальні відомості
Слобідська сільська рада утворена у 1987 році.
- Територія ради: 46,171 км²
- Населення ради: 623 особи (станом на 2001 рік)

## Населені пункти
Сільській раді підпорядковані населені пункти:
- с. Слобідка

## Склад ради
Рада складається з 14 депутатів та голови.
- Голова ради: Мозирко Олександр Олександрович
- Секретар ради: Ігнатенко Наталія Василівна

### Керівний склад попередніх скликань
| Прізвище, ім'я, по батькові     | Основні відомості                                                 | Дата обрання | Дата звільнення |
| ------------------------------- | ----------------------------------------------------------------- | ------------ | --------------- |
| Мозирко Олександр Олександрович | Сільський голова, 1959 року народження, освіта вища, безпартійний | 26.03.2006   | 31.10.2010      |
| Мозирко Олександр Олександрович | Сільський голова, 1959 року народження, освіта вища, безпартійний | 31.10.2010   |                 |

Примітка: таблиця складена за даними сайту Верховної Ради України

### Депутати
За результатами місцевих виборів 2010 року депутатами ради стали:

#### За суб'єктами висування
| Суб'єкт висування                 | Кількість обраних депутатів | %    |
| --------------------------------- | --------------------------- | ---- |
| Самовисування                     | 7                           | 50   |
| Партія регіонів                   | 6                           | 42,9 |
| Політична партія «Сильна Україна» | 1                           | 7,1  |

#### За округами
| № округу                          | Прізвище, ім'я, по батькові    | Дата визнання обраним | Освіта  | Партійна приналежність                        | Відомості про обраного депутата                         |
| --------------------------------- | ------------------------------ | --------------------- | ------- | --------------------------------------------- | ------------------------------------------------------- |
| Партія регіонів                   |                                |                       |         |                                               |                                                         |
| 1                                 | Лук'яненко Ніна Вікторівна     | 03.11.2010            | середня | позапартійна                                  | Слобідський фельдшерсько-акушерський пункт, завідувачка |
| 2                                 | Титаренко Андрій Миколайович   | 03.11.2010            | вища    | позапартійний                                 | Слобідська загальноосвітня школа І-ІІ ст., вчитель      |
| 5                                 | Федоренко Андрій Вікторович    | 03.11.2010            | вища    | позапартійний                                 | Слобідський БК, директор                                |
| 7                                 | Шкурко Тетяна Василівна        | 03.11.2010            | середня | позапартійна                                  | Відділ зв'язку с. Слобідки, завідувачка                 |
| 11                                | Тарасенко Надія Миколаївна     | 03.11.2010            | середня | позапартійна                                  | Слобідська загальноосвітня школа І-ІІ ст., кухар        |
| 12                                | Мазко Тетяна Іванівна          | 03.11.2010            | середня | позапартійна                                  | Слобідська сільська бібліотека, завідувачка             |
| Політична партія «Сильна Україна» |                                |                       |         |                                               |                                                         |
| 3                                 | Філоненко Любов Миколаївна     | 03.11.2010            | середня | позапартійна                                  | Менська ЦРЛ, медична сестра                             |
| Самовисування                     |                                |                       |         |                                               |                                                         |
| 4                                 | Свердел Наталія Андріївна      | 03.11.2010            | середня | член Всеукраїнського об'єднання «Батьківщина» | Менське СТ, продавець                                   |
| 6                                 | Ігнатенко Наталія Василівна    | 03.11.2010            | середня | позапартійна                                  | Слобідська сільська рада, секретар сільської ради       |
| 8                                 | Федоренко Валерій Васильович   | 03.11.2010            | середня | позапартійний                                 | ДП"Зернятко", водій                                     |
| 9                                 | Федоренко Валентина Миколаївна | 03.11.2010            | середня | член Всеукраїнського об'єднання «Батьківщина» | Слобідська сільська рада, бухгалтер                     |
| 10                                | Лазарєв Андрій Іванович        | 03.11.2010            | вища    | позапартійний                                 | пенсіонер                                               |
| 13                                | Федоренко Федір Степанович     | 03.11.2010            | середня | позапартійний                                 | тимчасово не працює                                     |
| 14                                | Ігнатенко Сергій Григорович    | 03.11.2010            | середня | позапартійний                                 | пенсіонер                                               |